# Pírcing al prepuci clitorial
Un pírcing al prepuci clitorial és pírcing genital femení que es realitza a través del prepuci clitorial. Es pot fer tant horitzontalment com verticalment, i és possible la combinació d'ambdós pírcings.
A diferència del pírcing al clítoris, no es perfora el clítoris.

## Motivació
El pírcing al prepuci clitorial és el més popular i àmpliament utilitzat entre els pírcings genitals femenins. Fins i tot aquest pírcing ha tingut una forta demanda en els últims anys entre dones i nenes que d'altra manera mostraven poca relació amb el camp de la modificació corporal.
Això es deu a diversos factors: la facilitat d'implementació, el temps de curació relativament ràpid i la sensació de comoditat per a la majoria de les dones. Un pírcing vertical proporciona una major sensibilitat del clítoris, un pírcing horitzontal proporciona un atractiu estètic addicional a través d'una bona visibilitat.
El prepuci clitorial és fàcil de perforar, i la curació triga entre quatre i sis setmanes. Com a regla general, provoca pocs problemes durant la cicatrització. Tanmateix, durant el període de curació, la perforació és una ferida i pot augmentar el risc de patir malalties de transmissió sexual.

## Implementació
Igual que amb el pírcing labial, no es compleixen en algunes dones les mínimes condicions anatòmiques per a poder ficar aquest pírcing; si no hi ha prou teixit, no es pot fer la perforació. La possibilitat i la possible alineació (horitzontal o vertical) s'hauria d'aclarir en la discussió preliminar amb el perforador, però en la gran majoria de les dones és possible una de les dues variants de la perforació .

### Horizontal
Aquesta perforació només és adequada per a dones que tenen prou teixit per sobre del clítoris i el prepuci no està completament cobert pels llavis menors. La forma i la simetria del prepuci també són importants per evitar que el pírcing es doblegui o pessigui. La perforació s'ha de fer amb alicates, sense incloure el clítoris. Si hi ha prou teixit disponible, es poden fer més d'un pírcing horitzontal. No obstant això, només serveix per augmentar l'efecte visual.

Horitzontal
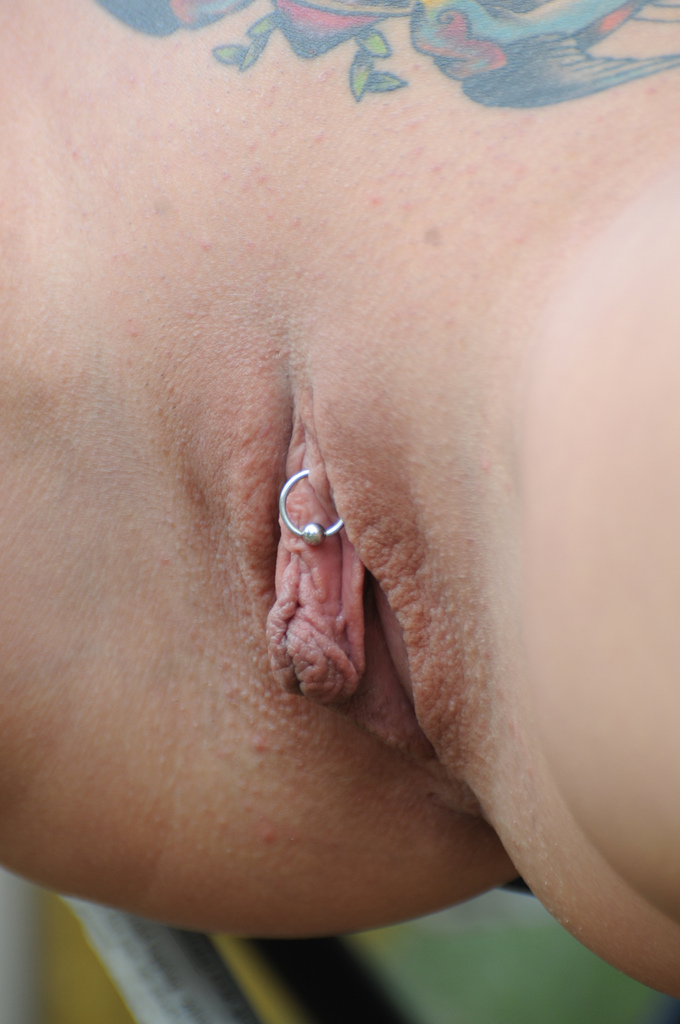
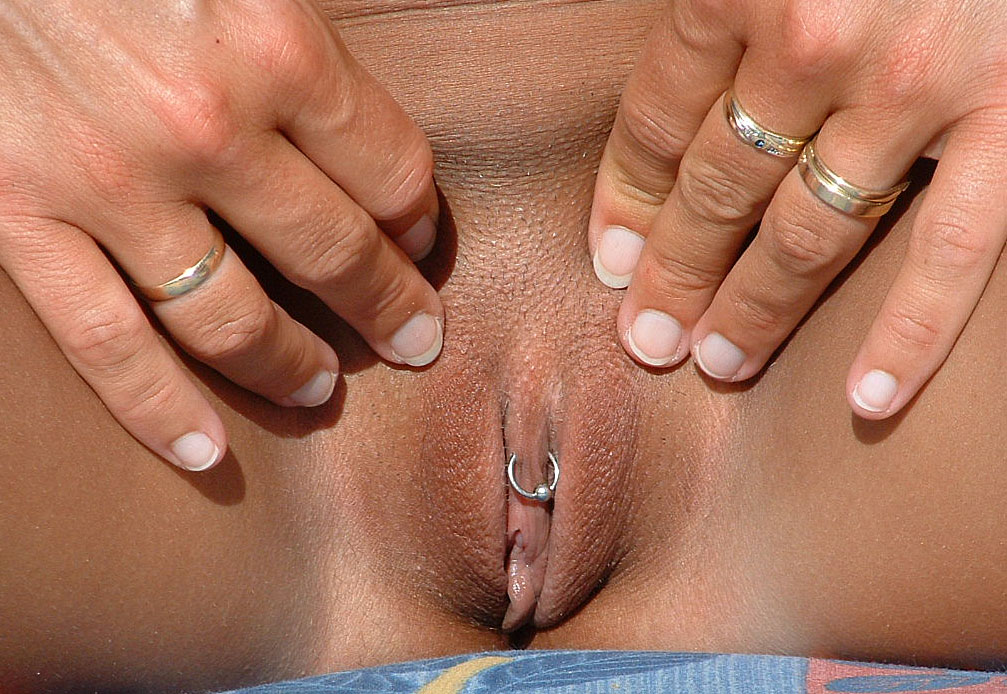
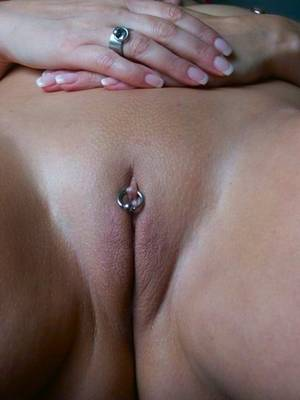

### Vertical
El posicionament adequat és especialment important per a la perforació vertical del prepuci del clítoris; un error comú que fan els perforadors inexperts és fer la perforació massa superficial o massa endavant (la perforació tendeix a créixer i el contacte freqüentment desitjat amb el clítoris no es produeix). Es poden evitar aquests errors quan es treballa amb unes alicates de bloqueig. A més, el pírcing no s'ha de col·locar massa a prop de la vora del prepuci, sinó que hauria d'haver almenys 2,5 cm entre la perforació i la vora del prepuci; Optimal és una perforació que es troba en el punt més profund del prepuci, en la transició entre el clítoris i el prepuci. Sovint, se sosté contra l'agulla un Receiving Tube durant la seva recollida.

Vertical
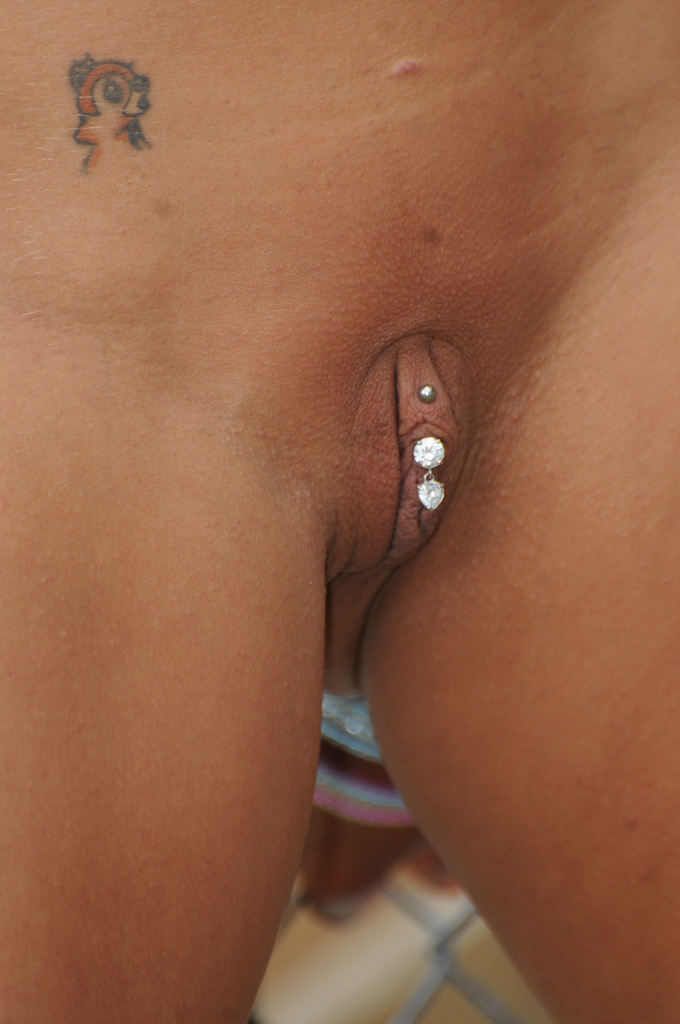
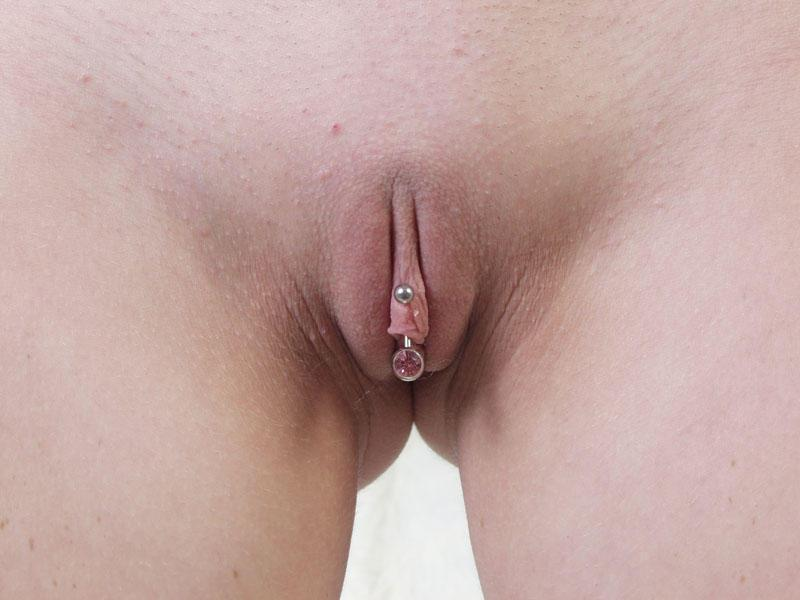
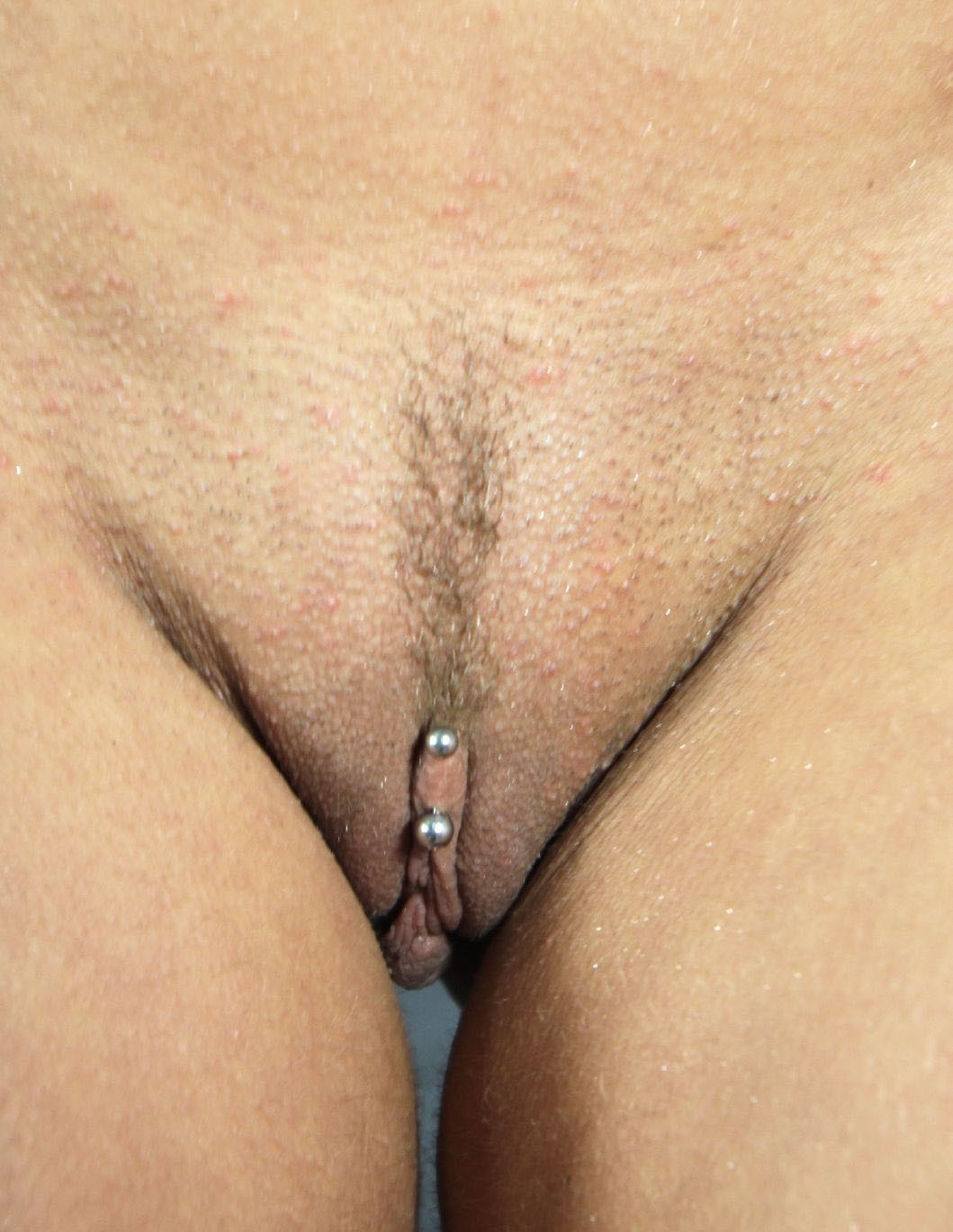

## Joieria
Per a la perforació horitzontal, la joieria més utilitzada és un petit anell de bola captiva, que s'ha de triar perquè la pilota estigui directament sobre el clítoris. Sexualment es considera molt eròtic.
A la versió vertical, normalment s'utilitza un barbell, amb la bola inferior que es recolza directament sobre el clítoris i, per tant, es considera que és sexualment excitant.

## Variants
En general, aquest pírcing es fa en la seva variant vertical o horitzontal de la manera descrita anteriorment. Però més, hi ha altres variants d'aquest pírcing, ja sigui mitjançant la combinació de dos pírcings o amb una perforació més profunda.

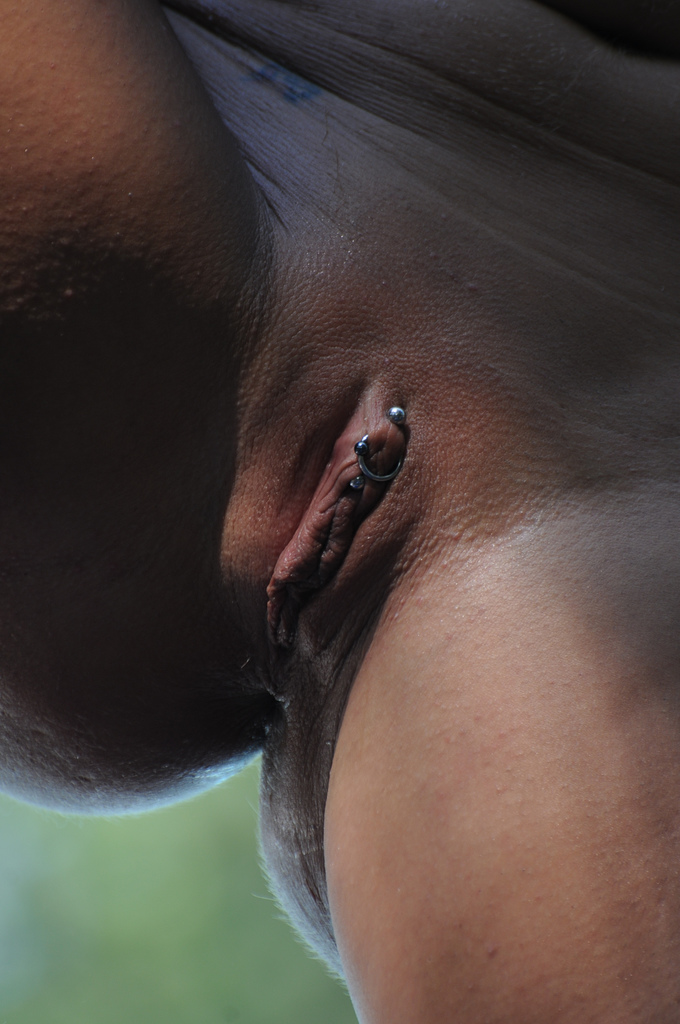
Combinació de pírcing horitzontal (anell) i vertical (barbell)
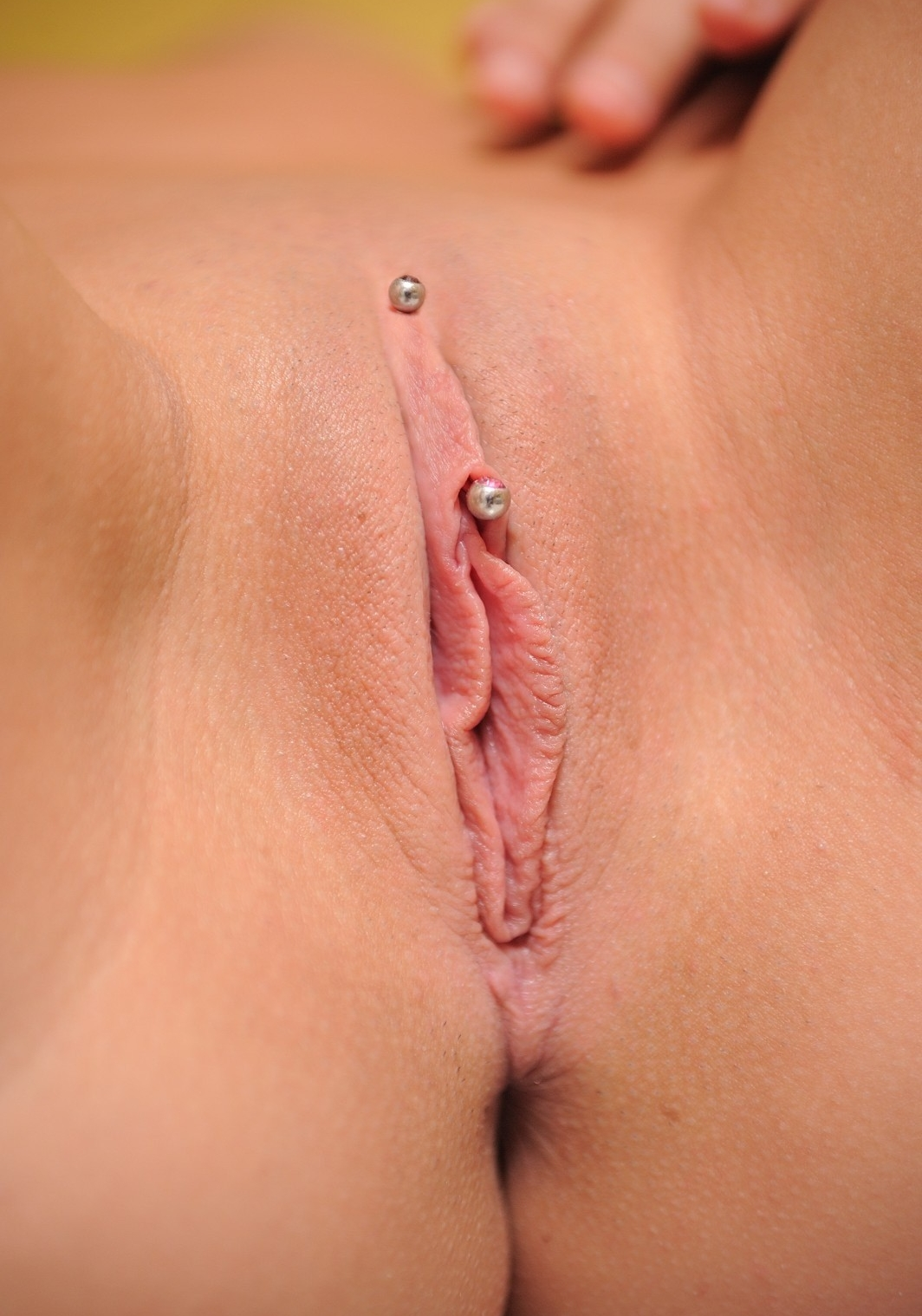
Pircing profund

### Combinació de pírcing horitzontal i vertical
És possible combinar un pírcing horitzontal amb un de vertical sempre que es compleixin les condicions anatòmiques. El prepuci del clítoris ha de tenir prou teixit per a això, de manera que els dos pírcings no exerceixen pressió entre ells.

### Pírcing Diana
Es tracta d'un pírcing al prepuci clitorial que no és completament vertical (la perforació és lleugerament obliqua). Aquest pírcing se sol fer en parelles per motius estètics. La seva implementació és semblant a la versió vertical, però es recomana unes joies lleugerament corbes (barbell corbat). S'ha de tenir prou teixit per a poder-lo ficar.

### Pírcing profund
Un pírcing profund al prepuci clitorial es refereix a una perforació del prepuci del clítoris més profunda. Això es pot fer tant a la variant horitzontal com a la vertical.
De manera horitzontal, el pírcing profund s'assembla al pírcing Triangle; la perforació es realitza sota el clítoris, però sense tocar-lo.
En la versió vertical, el pírcing profund és una mena de versió curta d'un pírcing Nefertiti; la bola superior es localitza aproximadament al punt on es troba la bola inferior d'un pírcing Christina.

## Estimulació i efectes sexuals
En particular, el pírcing vertical del prepuci del clítoris és percebuda per la majoria de les dones com molt plaent i agradable. Tanmateix, això pot dependre de molts factors, com ara la ubicació de les joies i l'anatomia de la dona (el prepici clitorial sol ser perforat d'una manera que fa que la joia descansi directament sobre el clítoris, que sovint millora la sensació).
En un estudi científic de la Universitat del Sud d'Alabama (USA) es va preguntar a dones que portaven aquest pírcing sobre els seus efectes; per aquesta enquesta es van preguntar a subjectes, tant abans com uns mesos després de la perforació. Va resultar que el pírcing augmentava tant el desig sexual com l'excitació. Les dones van tenir relacions sexuals amb més freqüència. El pírcing augmenta la sensibilitat del clítoris, que probablement s'aconsegueix aixecant el prepuci clitorial, combinat amb una millor accessibilitat del clítoris, així com per una estimulació directa del pírcing. Per altra banda, no es va detectar cap influència del pírcing sobre la lubricació, freqüència i intensitat de l'orgasme, i el dolor.
Per tant, si es fa un pírcing vertical al prepuci clitorial, pot provocar una excitació sexual duradora. Això s'ha de tenir en compte, especialment entre les dones que volen portar aquest pírcing per motius visuals o estètics, i no per raons sexuals.